# Västra klockstapeln, Nyköping

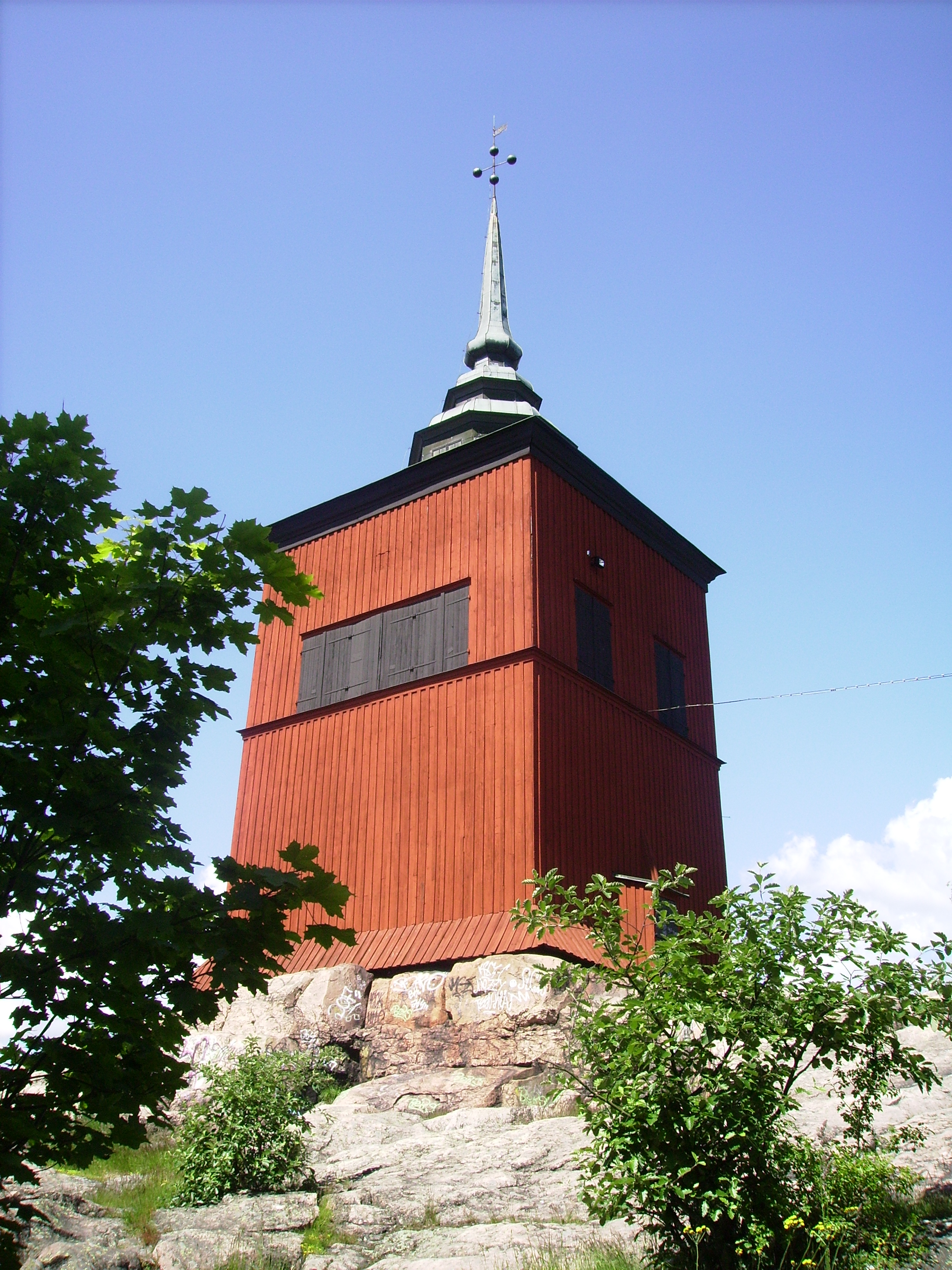
Västra klockstapeln.

Västra klockstapeln i Nyköping är en klockstapel på Borgarberget nära Sankt Nicolai kyrka i Nyköping. Klockstapeln, som är Nyköpings äldsta träbyggnad, uppfördes 1692 och var en av de få byggnader som klarade sig när ryssarna brände staden 1719.
Klockstapeln uppfördes på Borgarberget efter Sankt Nicolai kyrkan brann år 1695. Samma år stod en provisorisk klockstapel klart, en mindre klocka lånades från Arnö.1675 fick borgarmästaren Anders Bergius uppdraget att slutföra arbeten, men klocktornet blev först klart 1692. I slutet av 1600-talet flyttades då kyrkoklockorna till klockstapeln. 
Det hänger tre klockor i klockstapeln. Den lilla klockan är omgjuten omkring 1785, mellanklockan cirka 1668 och den stora klockan är gjuten 1675. 
Från 1781 till 1900-talets början användes även klocktornet av stadens brandvakter.
Fram till 1952 ringdes klockorna manuellt, sedan har klockorna ringts automatiskt. 
År 1986 brann det i Västra klockstapeln.